# Высочерт (озеро)
Высочерт — озеро в правобережье Межы на юго-западе Тверской области России. Располагается южнее одноимённой деревни на территории Западнодвинского района, в Западно-Двинской низине. Принадлежит бассейну Западной Двины.
Уровень уреза воды в озере находится на высоте 167 м над уровнем моря. Площадь водной поверхности — 2,7 км². Длина береговой линии — 11,4 км. На западе и севере в озеро впадает несколько небольших безымянных водотоков. С северной стороны также впадает река Храпка из озера Путное. Сток идёт на юг по реке Прудянка, правому притоку Межы.